# Hrvatska policijska malonogometna reprezentacija
Hrvatska policijska malonogometna reprezentacija je malonogometna momčad Hrvatske policije koja predstavlja Hrvatsku međunarodnim natjecanjima policajaca u malom nogometu. Dvostruki je osvajač Svjetskih prvenstava policijskih službenika (2023. i 2025.).

## Svjetska prvenstva
Prvi naslov svjetskih prvaka osvojila je 2023. u Nizozemskoj, a obranila ga u srpnju 2025., na SP-u u Birmighamu (Alabama). Na potonjem je prvenstvu u skupini pobijedila svih troje suparnika (SAD, Brazil i Portugal), u četvrtzavršnici Kanadu, u poluzavršnici Španjolsku, a u završnoj utakmici turnira ponovno Brazilce, pogodcima Roberta Franjkića i kapetana Ivana Markovića.

## Sastavi
SP 2025.
Mate Zubak (vratar), Ivan Marković (kapetan), Dane Dominiković, Mario Marić, Hrvoje Mlinarić, Robert Franjkić, Ivan Džalto, Matej Bošnjak, Denis Ramljak, Tomislav Šarlija, Denis Linić, Antonio Đusi. Voditelji: Branko Bolanča i Ivan Skoko.